# Phlegra pisarskii
Phlegra pisarskii là một loài nhện trong họ Salticidae.
Loài này thuộc chi Phlegra. Phlegra pisarskii được Marek Żabka miêu tả năm 1985.